# Anders Larsson (lutte)
Pour les articles homonymes, voir Anders Larsson.
Anders Larsson (né le 2 juillet 1892 à Varberg et mort le 4 janvier 1945 à Göteborg) est un lutteur libre suédois.
Il est sacré champion olympique en 1920 à Anvers en moins de 82,5 kg.